# Antonio Asensio Mosbah
Antonio Asensio Mosbah (Barcelona, 7 de julio de 1981) es un empresario y editor del Grupo Zeta, uno de los grupos de medios de comunicación más importantes de España. Fue presidente del consejo de administración del Grupo Zeta desde 2009, cuando sustituyó en el cargo a Francisco Matosas, hasta 2019, cuando el Grupo Zeta fue adquirido por Prensa Ibérica.

## Biografía
Nacido en Barcelona en 1981. Es hijo del fundador del Grupo Zeta en 1976, Antonio Asensio Pizarro, fallecido en abril de 2001, y de Chantal Mosbah. Es el tercero de cuatro hermanos, Ingrid, Jessica y Jennifer. En el año 2009, se casó con Irene Salazar Grau, con la que tiene tres hijos. 
Antonio Asensio Mosbah es licenciado en Ciencias Empresariales por la Universidad Antonio de Nebrija, de Madrid. Se incorporó como miembro del Consejo de Administración del Grupo Zeta en el año 2000, con diecinueve años, y desde entonces ha realizado labores de alta dirección. 

## Trayectoria
En el año 2004 fue nombrado vicepresidente ejecutivo del Grupo Zeta y desde 2009 preside el consejo de administración, luego de una etapa en la vicepresidencia. En 2013, con motivo de la refinanciación de la deuda del Grupo, Antonio Asensio Mosbah, hijo y heredero del empresario fundador Antonio Asensio, renunció a comprometer más patrimonio familiar para salvar a la compañía. Compañía que en 2008 estuvo a punto de vender en una frustrada operación que intentó formalizar con el empresario siderúrgico extremeño Alfonso Gallardo. Las negociaciones para la venta de la compañía se retomaron más adelante, en 2019, en un contexto de consolidación en el ámbito de la prensa regional en España. También en 2019 trascendió que Antonio Asensio Mosbah acudió como testigo a la Audiencia Nacional en el marco de la "pieza DINA"  enmarcada en la investigación de la "operación Tándem".